# 少女終末旅行 (原聲帶)
《少女終末旅行》是由日本作曲家末廣健一郎替2017年播出的同名電視動畫創作的原聲帶
。

## 製作
起初，末廣健一郎曾打算採用他個人欣賞的作曲家布萊恩·伊諾的Electronica風格音樂，來製作《少女終末旅行》的曲目。在與導演尾崎隆晴討論時，對方指出雖然作品是架構在一個寂靜的世界；但不要令人有灰暗的感覺，擔任此動畫音效指導的明田川仁也提及作品裡預計會有強調氣氛的對話情況，希望末廣健一郎能穿插一些有女性合唱的曲目，末廣健一郎之後便改用不插電樂器來創作。
《少女終末旅行-主題曲-》、以及帶有公路電影風格的《寂靜的旅路》與《末世的午後》，是末廣建一郎先著手進行的曲子。《少女終末旅行-主題曲-》裡女性演唱的部份，是末廣建一郎邀請與他多次合作的樂手MAYUKO協助，並希望以「像是對剛出生孩子的耳朵旁聽到的溫柔歌曲」方式表現，其中MAYUKO是藉由新詞組成的內容來演唱。出現在作品末段的，為了要讓觀眾有似曾相似的印象，是把《少女終末旅行-主題曲-》、《寂靜的旅路》等曾出現過的曲目，混合在一起做重新的改編。另外在最後一集裡，末廣建一郎引用了由波蘭古典音樂家蕭邦創作的《夜曲Op.9,No.2降E大調》，末廣建一郎認為這首曲子本身就帶有著驚人的能量，之後搭配出來的效果也超出他的預期。
整體上讓末廣建一郎中意的配樂表現，包含有在作品前段裡穿插的《寂靜的旅路》，以及在第4、6、9集結尾採用的《少女終末旅行-主題曲-》，或是第11集裡一段有大量風車的平地場景裡，所出現的《末世的午後》這些內容。

## 收錄曲目
| Disc 1   | Disc 1                           | Disc 1   | Disc 1 |
| 曲序     | 曲目                             | 作曲     | 时长   |
| -------- | -------------------------------- | -------- | ------ |
| 1.       | 少女終末旅行-主題曲-（）         |          | 6:08   |
| 2.       | 在那瓦礫之外的地方（）           |          | 2:20   |
| 3.       | 風與廢墟的散步道路（）           |          | 3:03   |
| 4.       | Kettenkrad軍用摩托車（）         |          | 2:42   |
| 5.       | 末世的午後（）                   |          | 2:53   |
| 6.       | 時間的記憶（）                   |          | 3:21   |
| 7.       | 孤獨的兩人（）                   |          | 3:01   |
| 8.       | 與妳度過的日子（）               |          | 3:21   |
| 9.       | 拍照時唸的「Cheese」是什麼？（） |          | 2:11   |
| 10.      | 千都和尤莉（）                   |          | 2:23   |
| 11.      | 甜蜜的幸福（）                   |          | 2:15   |
| 12.      | 哀傷與迷惘（）                   |          | 3:07   |
| 13.      | 回想記億（）                     |          | 3:06   |
| 14.      | 溫柔的日子（）                   |          | 3:21   |
| 15.      | 探索答案（）                     |          | 4:51   |
| 16.      | 躍動的心（）                     |          | 2:48   |
| 17.      | 想著妳（）                       |          | 3:05   |
| 18.      | 觸動內心（）                     |          | 3:04   |
| 19.      | 渺小的希望（）                   |          | 3:23   |
| 20.      | 動起來、動起來-鋼琴演奏版-（）   | 毛蟹     | 3:26   |
| 总时长： | 总时长：                         | 总时长： | 63:58  |

| Disc 2   | Disc 2                         | Disc 2                  | Disc 2 |
| 曲序     | 曲目                           | 作曲                    | 时长   |
| -------- | ------------------------------ | ----------------------- | ------ |
| 1.       | 寂靜的旅路（）                 |                         | 3:42   |
| 2.       | 行動與前進（）                 |                         | 3:04   |
| 3.       | 探索（）                       |                         | 3:04   |
| 4.       | 喪失（）                       |                         | 2:54   |
| 5.       | 理由（）                       |                         | 3:50   |
| 6.       | 映在瞳孔的景色（）             |                         | 3:13   |
| 7.       | 殘留的生存（）                 |                         | 3:33   |
| 8.       | 尋找光線（）                   |                         | 3:23   |
| 9.       | 同理心與自律機械（）           |                         | 2:05   |
| 10.      | 喵咪（）                       |                         | 2:12   |
| 11.      | 預兆與警戒（）                 |                         | 2:55   |
| 12.      | 文明的痕跡（）                 |                         | 3:51   |
| 13.      | 白銀（）                       |                         | 3:30   |
| 14.      | 這個如此美妙的末日世界（）     |                         | 3:58   |
| 15.      | 終結之歌（）                   |                         | 4:14   |
| 16.      | 夜曲Op.9,No.2降E大調（）       | 弗雷德里克·蕭邦         | 3:56   |
| 17.      | 過場音樂1（）                  |                         | 0:11   |
| 18.      | 過場音樂2（）                  |                         | 0:10   |
| 19.      | 過場音樂3（）                  |                         | 0:12   |
| 20.      | More One Night-鋼琴演奏版-（） | emon(Tes.)、Hige Driver | 2:47   |
| 总时长： | 总时长：                       | 总时长：                | 56:53  |

## 評價
英國動漫新聞網站Anime UK News認為末廣健一郎在這張原聲音樂裡，掌握了《少女終末旅行》這部動畫該有的風格，有著和緩、放鬆的曲調，同時為觀衆負擔了情緒，可說是他最好的配樂之一。動漫網站Honey's Anime的專欄表示《少女終末旅行-主題曲-》是個結合弦樂、豎琴、長笛、以及合唱的美妙組合，另外像是《躍動的心》、《想著妳》這些曲目也有著迷人的鋼琴演奏，整體來說這張原聲帶的內容有如電影配樂般；但不像好萊塢電影那樣誇浮，是該時期最好的音樂作品之一。

## 外部連結
- 《少女終末旅行》官方網站的原聲帶介紹